# Hogar de Cristo
Hogar de Cristo, Kristi hus, är en katolsk stiftelse i Chile, grundad 1946 av fader Alberto Hurtado Cruchaga.
Dess viktigaste uppgift är att se till att Chiles fattiga får ett värdigt liv i bostäder byggda av stiftelsen.